# جوزف وی. کوارلس
جوزف وی. کوارلس (به انگلیسی: Joseph V. Quarles) سناتور سابق عضو حزب جمهوری‌خواه ایالات متحده آمریکا بود. وی در سال ۱۸۹۹ تا ۱۹۰۵ میلادی سناتور ایالت ویسکانسین در سنای ایالات متحده آمریکا بود.